# Naruto Uzumaki
Naruto Uzumaki (うずまき ナルト Uzumaki Naruto?) este un personaj fictiv din seriile manga și anime Naruto, creat de Masashi Kishimoto ca personaj principal al seriei. In timpul concepției lui Naruto, Kishimoto a vrut ca personajul să fie unul "simplu și prost" dându-i multe dintre caracteristicile lui Son Goku, personajul principal din Dragon Ball.
În serie, Naruto este un ninja din satul fictiv Konoha iar visul lui este să devină un Hokage, liderul satului. Din cauza faptului că este gazda vulpii cu nouă cozi, o creatură malefică ce a atacat Konoha, el este ostracizat de către ceilalți săteni. Pentru aceasta el compensează cu personalitatea lui veselă și zgomotoasă, iar pe parcursul seriei, el reușește să se împrietenească cu alți ninja din Konoha și din alte sate. El are o relație mai apropiată cu Sasuke Uchiha, unul din colegii lui din Echipa 7, și-l tratează ca pe fratele său. Naruto apare în toate filmele seriei, și de asemenea, în alte animații și jocuri video.
Multe publicații anime și manga și-au exprimat nemulțumirea și l-au criticat pe Naruto. El a fost văzut ca un stereotip comparabil cu multe alte reviste shōnen. Cu toate acestea, Naruto a rămas foarte popular printre cititorii revistei, obținând locuri fruntașe în concursurile de popularitate. Numeroase produse bazate pe povestea Naruto au fost făcute, incluzând figurine de acțiune și păpuși de pluș.

## Creație și concepție
Când l-a creat pe Naruto, Kishimoto a incorporat în personaj numeroase aptitudini pe care le-a crezut ideale pentru un erou: o gândire simplă, o parte răutăcioasa, si multe dintre caracteristicile personajului Goku din Dragon Ball. El s-a asigurat ca Naruto să fie "simplu și prost", pentru ca nu-i plac personajele inteligente. Naruto nu este creat dupa nimeni in particular, fiind conceput ca un copil cu o parte mai întunecata datorită trecutului lui întunecat. Cu toate acestea, el este întotdeauna pozitiv, făcându-l unic in ochii lui Kishimoto.
Garderoba lui Naruto este formată din hainele pe care le purta Kishimoto când era mai tânăr; după Kishimoto, folosind un design original nu l-ar fi făcut pe Naruto unic, deoarece ceva original ar fi ieșit prea mult in evidență. Culoarea portocalie a costumului său este folosită pentru a-i da lui Naruto un stil "pop", cu albastrul folosit deseori pentru a complementa portocaliul. Deoarece Naruto este asociat cu spiralele, modele în forma de spirală sunt puse pe costumul lui. Inițial, Kishimoto l-a desenat pe Naruto purtând ghete, dar apoi el le-a schimbat cu sandalele pentru că îi place să le deseneze. Ochelarii pe care Naruto îi purta au fost și ei înlocuiți cu protectoare pentru frunte, deoarece ochelarii durau prea mult sa fie desenați. Kishimoto a spus ca ii place că personajul lui are par blond si ochi albaștrii. Editorul revistei Shonen Jump din Statele Unite, a adăugat ca aceste caracteristici l-au făcut pe Naruto să placă mai mult audienței occidentale. Kishimoto a spus că dintre toate personajele din serie, Naruto este cel în care se regăsește cel mai mult. Când a fost întrebat de ce mâncarea favorita a lui Naruto este ramen in locul lui kitsune udon, Kishimoto a spus că lui, personal îi place ramen-ul. În jocurile video Naruto: Clash of Ninja, Naruto este jucabil în diferite stadii ale manifestarii demonului Vulpea cu nouă cozi, caracterizată de o chakră de culoare roșie. Lui Kishimoto i-a plăcut atât de mult prezentarea uneia din aceste forme încât a imitat-o pe coperta volumului 26 al revistei. La crearea designului lui Naruto in partea a 2-a, Kishimoto i-a făcut protectoarea frunții mai lata pentru a-i putea desena mai ușor sprâncenele. El a observat ca pantalonii îl făceau sa arate copilăresc așa că a suflecat o parte a lor pentru a-și corecta greșeala.
În versiunea japoneză a lui Naruto, el își termina de obicei propozițiile cu sufixul "-ttebayo" (care dă același efect ca terminarea propozițiilor cu "stii tu?"). Kishimoto voia să-i dea lui Naruto o vorbire copilăreasca, iar "dattebayo" i-a venit in minte. Acest lucru îl completează pe Naruto și folosește ca un tic verbal pentru a-l arăta ca un fel de "pici". La începutul anime-ului în engleză, echipa de dublaj a înlocuit "dattebayo" și "-ttebayo" cu fraza "Credeți-mă!" pentru a copia efectul și, de asemenea, sa mascheze mișcarea buzelor.
Producătorii anime-ului din limba engleză au precizat că personajul Naruto a fost cel mai greu de dublat; ei au adaugat ca Maile Flanagan "l-a copiat perfect, de la partea intunecata, la cea de copilaș de 12 ani pe care toti il iubim."

## Aspect
După cum s-a afirmat de către Jiraiya, Naruto are o asemănare izbitoare cu tatăl său Minato, având ochii albaștri și păr blond țepos. De la mama lui, Naruto a moștenit forma ambiilor ochi și a feței. Cele mai proeminente caracteristici fizice ale lui Naruto, cu toate acestea sunt mărcile de mustăți de pe fața lui care le-a câștigat sub influența lui Nouă cozi în timp ce era în pântecele lui Kushina. În partea I, ținuta lui Naruto a costat dintr-un trening portocaliu cu albastru pe zona superioară a umerilor, precum și în jurul taliei. Există un vârtej alb cu un ciucure pe umărul lui stâng și un vârtej roșu pe spate. Gulerul lui Naruto este mare și alb, pantalonii portocalii, sandalele albastre și o bandană pe frunte care ia fost dată de Iruka după ce a absolvit la Academie.

### Personalitate

Naruto așa cum apare în Partea a II-a

Naruto este exuberant, obraznic, neatent și nepăsător la clasamentul de formalitate sau socialitate. El a moștenit felul de a termina propozițiile cu "Dattebayo!" de la mama sa, care spunea "(da) ttebane", atunci când era entuziasmată sau frustrată. Naruto are o serie de trăsături copilărești, cum ar fi păstrarea banilor într-un portofel sub formă de broască verde, dolofană și ca semn de afecțiune el o numește "Gama-chan" și este un mâncător foarte pretențios (el mănâncă ramen aproape exclusiv și este un client fidel la Ramen Ichiraku), și are o teamă de fantome. Naruto este oarecum și pervers și tinde să fie mustrat de Sakura Haruno și Iruka, dar a devenit numai atât după întâlnirea cu mentorul său Jiraiya, fiind provocat de mulți să spună că Jiraiya a ridicat o replică bună asupra lui. Cu toate acestea, ori de câte ori cineva drag lui Naruto este în dificultate sau într-o situație impusă, el poate fi serios, și va încerca instantaneu să sară în ajutor. Potrivit lui Kakashi, Naruto are un stil de învățare kinestezic, că el este relativ foarte naiv, simplu și fiind lent la înțelegerea unui lucru sau a unei situații, care necesită de multe ori o analogie simplificată, în scopul de a înțelege ceea ce îi explică cineva. În general, Naruto răspunde cel mai bine la concurență și are o mare încredere în sine, proclamând cu voce tare că va stăpâni orice tehnică de învățare deși este într-o fracțiune de timp de obicei, el nu ezită să ceară ajutor în cazul în care acesta are nevoie. Tatăl lui Naruto, Al patrulea Hokage, a sigilat periculoasa Vulpe cu Nouă cozi in corpul lui Naruto cu costul propriei vieți, lasându-l orfan. Naruto nu a fost iubit și nu i-a fost acordată atenție în timpul copilăriei, deoarece sătenii din Konoha s-au purtat urât cu el pentru că este containerul Vulpii cu nouă cozi. Datorită faptului că a suferit de singurătate în copilărie, Naruto a dezvoltat o poftă de atenție. În scopul de a realiza acest lucru, Naruto a început să facă farse prin tot satul și a mers atât de departe pentru a depune efor ca să devină Hokage, protectorul satului, sperând că îi va aduce recunoașterea și respectul sătenilor. Pentru a obține acest titlu, Naruto are o determinare puternică, fiind întotdeauna încrezător că poate îndeplini orice sarcină cu ușurință. Eforturile lui Naruto au dat roade, pe parcursul seriei el fiind recunoscut de multe personaje că într-o zi va fi un excelent Hokage.
De la introducerea lui, determinarea lui Naruto a avut ca rezultat că unele din trăsăturile lui îi mângâie pe cei din jur, astfel încât în Partea a 2-a, profesorul lui, Kakashi Hatake, spune că aceasta este puterea specială a lui Naruto. În timp ce el poate fi naiv în cea mai mare parte a seriei, Naruto s-a dovedit a fi un ochi dornici la anumite lucruri, arătâd că el poate fi mai deștept decât marea majoritate a oamenilor, mai ales Sakura, care sunt dispuși să-i dea ajutor pentru când el vrea să fie și chiar Choji o dată la un timp a comentat despre asta. După ce Gaara a fost învins de Naruto în luptă, el își dă seama că puterea adevărată este arătată atunci când lupți pentru cei dragi și nu pentru sine. Aceste schimbări, pe care celelalte personaje le întampină, servesc ca morală pentru secvența din care fac parte și treptat devin caracteristica principală a acestor caractere.
Prin abilitatea sa de a-i schimba pe ceilalți, Naruto a dobândit prietenii care i-au lipsit în copilărie. Printre multele prietenii pe care le-a format, niciuna nu este mai puternică decât acea pe care o are cu cei doi coechipieri: Sasuke Uchiha și Sakura Haruno. Cu Sasuke, Naruto împarte o relație competitiva pe care o considera ca o frăție. Chiar dacă Sasuke îl trădeză pe Naruto și restul Konohăi la sfârșitul Părții 1, Naruto își păstrează atașamentul față de Sasuke, fiind gata să se ia de oricine vorbește urât de el. Față de Sakura, Naruto are o adâncă dedicație pentru ea, înrădăcinata în iubirea ce o are față de ea de ani. Atașamentul lui Naruto față de Sakura este atât de puternic încât ar face orice ca ea să fie fericită, jurând chiar să-l aducă înapoi pe Sasuke.

## Relațiile lui Naruto Uzumaki

### Abilitați

Naruto în mantia vulpii cu o coadă, formând Rasengan-ul

Din cauza demonului vulpe din el, Naruto  are acces la uriașele rezerve de chakra ale acesteia, permițându-i să facă tehnici pe care cineva de vârsta lui nu ar putea niciodata să le facă. Deși mici porțiuni ale chakrei Vulpii cu Nouă Cozi se amestecă constant cu chakra lui Naruto, el poate accesa rezervele de chakra fie lasându-se prada furiei, fie cerându-i direct vulpii să-i împrumute o parte din puterea ei. Când Naruto are acces la rezervele de chakra, o mantie în forma de vulpe apare în jurul său cu un anumit număr de cozi, indicând nivelul curent de putere. Cu toate că fiecare coadă mărește dramatic puterea lui de luptă, Naruto începe să-și piarda conștiința cu numărul lor, pierzând complet controlul odata cu apariția celei de-a patra coadă. Deoarece își poate răni prietenii în timpul transformării, Naruto încearcă să folosească chakra vulpii cât mai rar.
Pe parcursul seriei, Naruto profită de rezervele sale uriașe de chakra. Primul exemplu de acest fel este folosirea Tehnicii Umbrelor Clonate, care creează orice număr de copii fizice ale corpului celui ce le folosește, deși tehnica cere o cantitate foarte mare de chakra. Naruto poate crea sute de clone dintr-o dată, fără să se extenueze. El a găsit multe moduri de a folosi aceste clone, cum ar fi sperierea unui oponent și cercetarea unei mari zone într-un timp foarte scurt. Abilitatea lui de a invoca broaște pentru a-l ajuta în lupte depinde tot de chakra vulpii, putând invoca broaște mari doar cu ajutorul ei. Cu toate acestea, el învață, de asemenea, să folosească senjutsu - o abilitate care îi marește incredibil puterea.
Rasenganul, o bilă concentrată de chakra care se învârtește, prima oară creată de Minato, tatal lui Naruto si totodata Al Patrulea Hokage, este metoda favorită de atac a lui Naruto. Pentru a crea rasenganul, Naruto se folosește de clonele din umbre pentru a manipula chakra împreună. Deși este capabil să pătrundă în orice atinge, Naruto a creat Rasenganul pentru a-l combina cu chakra lui de vânt. Prin antrenamente intense, Naruto a reușit să-și combine chakra de vânt cu rasenganul, simțindu-se mândru că a putut să-l depășească pe Al Patrulea Hokage. Acest lucru a dus la crearea tehnicii Stilul Vânt: Rasenshuriken (風遁・螺旋手裏剣 Fūton: Rasenshuriken?), care distruge ceea ce lovește la nivel celular, dar mâna lui Naruto este și ea afectată (nu și atunci când este în mod eremit).

### Jutsu-uri folosite
- Tehnica Umbrelor Clonate (Kage Bunshin no Jutsu)
- Tehnica Multi-Umbrelor Clonate (Tajuu Kage Bunshin no Jutsu)
- Tehnica Sexy (Sexy no Jutsu)
- Tehnica Harem (Harem no Jutsu)
- Rasengan
- Kyuubi Rasengan
- Rasengan gigant (Oodama Rasengan)
- Stilul Vânt: Rasengan (Fuuton: Rasengan)
- Stilul Vânt: Rasenshuriken (Fuuton: Rasenshuriken)
- Jutsu de invocare (Kuchiyose no Jutsu)
- Transformare în demonul vulpe
- Sfera amenințătoare a vulpii cu 9 cozi (Post transformation)
- Peste tot shuriken
- Senjutsu
- Stilul eremit
- Unealta zburătoare
- Rasengan dublu
- Barajul Rasengan
- Arta eremită: Barajul Rasengan
- Arta eremită: Rasengan gigant
- Sfera amenințătoare a vulpii cu 9 cozi
- Broasca Fu
- Tehnica de convocare
- Super rasengan
- Seven Colour Rasengan
- Stone of gelel rasengan
- Inetails rasengan

## Privire de ansamblu
Fiind personajul principal al seriei, Naruto este prezent în toate părtile acesteia, jucând un rol important în ele. În Partea 1, implicarea lui Naruto în intrigă este indirectă, deoarece iși petrece majoritatea timpului îmbunătățindu-și abilitățile ninja și urmându-și visele, evenimentele importante având loc în alte părți. După invazia Konohăi, Naruto îi întâlnește pe Akatsuki, o organizație criminală ficțională care urmărește să extragă Vulpea cu Nouă Cozi din corpul său. Deși la prima întâlnire, Jiraiya îi îndepărtează, în Partea a 2-a, acțiunile lui Akatsuki devin conflictul central. Doar după ce Sasuke încearcă să părăsească Konoha, Naruto ia un rol principal în intrigă, alăturându-se unei echipe de ninja cu scopul de a-l opri pe Sasuke să-și unească forțele cu Orochimaru. Naruto și Sasuke au în cele din urmă o confruntare unu la unu, deși niciunul nu reușește să-l omoare pe celălalt. Cei doi se duc în doua direcții diferite, dar Naruto nu renunță la Sasuke, părăsind Konoha pentru 2 ani și jumătate pentru a se antrena cu Jiraiya și să se pregătească pentru confruntarea cu Sasuke.
În Partea a 2-a, Naruto primește mai puțină atenție decât în Partea 1. Cum celelalte personaje încep să primească mai multă atenție și acțiunea începe să acopere mai multe întâmplări la distanțe mai mari, rolul lui Naruto este micșorat considerabil. După întoarcerea în Konoha, Naruto este preocupat mai mult de amenințarea lui Akatsuki. Mai întâi, el îl salvează pe Gaara din mâinile lui Akatsuki, apoi are un rol important în decăderea lui Kakuzu. După ce află că Jiraya a fost omorât de liderul lui Akatsuki, Pain, Naruto începe să se pregătească mai bine pentru viitoarele întâlniri cu Akatsuki. Cu toate acestea, multe din acțiunile lui Naruto au ca scop găsirea lui Sasuke. El, împreună cu echipa lui, reușesc să-l localizeze, dar abilitățile lui Sasuke sunt mult superioare echipei lui Naruto. După crearea noii tehnici, Naruto și compania încearcă din nou sa-l găsească pe Sasuke. Deși aproape reușesc să-l localizeze, chiar dând de fratele lui Sasuke, Itachi, în cele din urmă ei îi pierd urma, fiind nevoiți să se întoarcă acasă.

## Apariții în alte medii

Naruto (stânga) în Naruto: Clash of Ninja

Fiind personajul principal, Naruto a apărut în toate filmele seriei de până acum, de obicei fiind caracterul principal și facând o misiune cu Echipa 7.  Al patrulea film marchează prima apariție a lui Naruto în filme cu înfățișarea din Shippuuden. De asemenea, el apare în toate cele trei animații scurte produse pentru serie, în prima ajutându-l pe Konohamaru să găseasca un trifoi cu patru frunze, în al doilea, echipa lui escortează un nija pe nume Shibuki spre satul său și îl ajută să se lupte cu missing-ninul care a furat "Apa eroului" din sat, iar în al treilea participă la un turneu.
Naruto este un personaj controlabil în toate jocurile video "Naruto". În câteva din aceste jocuri, este posibil să deblochezi și să-l joci într-o versiune specială cu puterile lui Rock Lee și Might Guy. În Naruto Shippūden: Gekitou Ninja Taisen EX este prezentat pentru prima oară într-un joc video cu înfățișarea din Shippuuden.

## Popularitate
În fiecare concurs de popularitate Shonen Jump al seriei, Naruto s-a clasat în primele 5 locuri, fiind pe locul întâi de doua ori. Totuși, în cel de-al șaselea concurs, în 2006, Naruto și-a pierdut din popularitate, fiind întrecut de Deidara, Kakashi și Sasuke. Nu a mai fost organizat nici-un concurs oficial din 2006. Multe jucării au fost create după el, incluzând păpuși de pluș, brelocuri, și numeroase figurine de acțiune, în ambele înfățișări din părțile 1 și 2.  Dublura lui Naruto, Junko Takeuchi, povestește că oamenii sunt fascinați de Naruto pentru că ei cred că el este mereu amuzant și binedispus, dar în realitate lui îi este foarte dificil, acceptându-și trecutul aspru și privind înainte. De asemenea, ea vrea să creeze un cântec despre trecutul lui singuratic, cum a făcut în prima animație din-naintea primului film.
Mai multe publicații de manga, anime și jocuri video și alte medii au lăudat, dar și criticizat. IGN a comentat la faptul că Naruto era foarte singur la începutul seriei. GameSpot a susținut că Naruto trăiește o viață ideală de adolescent, deoarece este ninja și mănâncă ce vrea, dar, pe de altă parte el este orfan și nerespectat de ceilalți săteni. Anime News Network a comentat că bătăliile lui Naruto nu sunt la fel de bune ca a celorlalți parteneri, dar a remarcat că lupta lui cu Gaara este una dintre cele mai bune din serie, surclasând multe stereotipuri  shōnen. T.H.E.M. Anime Reviews nu au fost de acord cu faptul ca Naruto este un "om de nimic", tipul personajului prezent în multe ale serii manga și anime.